# Studebaker Dictator

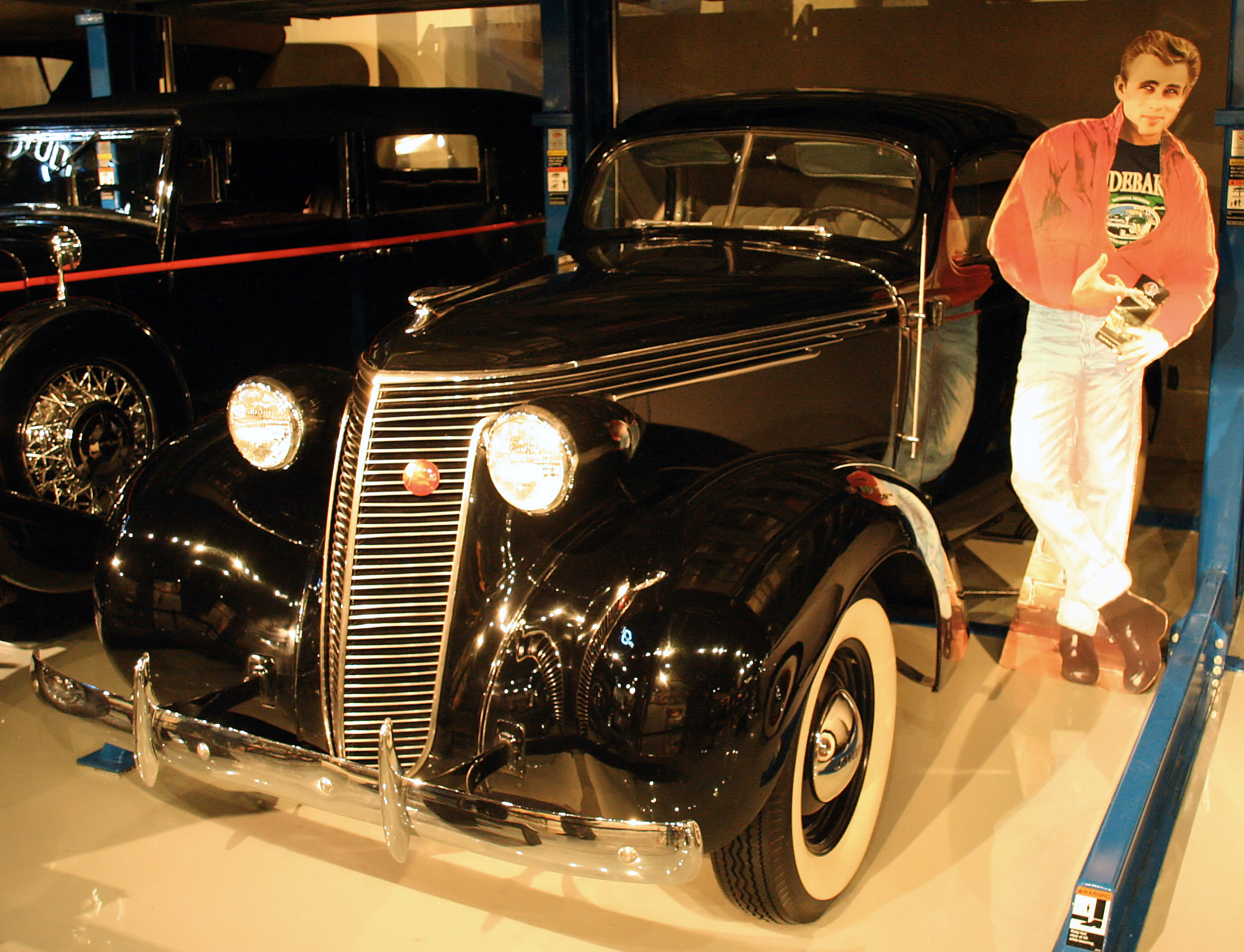
Studebaker Dictator Coupé (1937) in der Sammlung des Studebaker National Museum

Der Studebaker Dictator war ein PKW, den die Studebaker Corporation in South Bend (Indiana) von 1927 bis 1937 herstellte. Das Modelljahr 1928 war das erste volle Modelljahr dieses Fahrzeuges.
Mitte der 1920er-Jahre begann Studebaker, seine Modellpalette umzubenennen. So bekam der frühere Studebaker Standard Six im Modelljahr 1927 den Namen Dictator. Die interne Bezeichnung dieses Modells war GE. Der Name wurde gewählt, um anzudeuten, dass dieser Studebaker „den Standard für die anderen Automobilmarken diktieren“ sollte, die ihm folgen sollten.
Der Dictator war das günstigste Modell der Studebaker-Palette, gefolgt vom Commander und dem President. Ab 1929 bot die Firma Achtzylindermotoren für den Dictator an. Sie waren mit allen möglichen Aufbauten verfügbar.

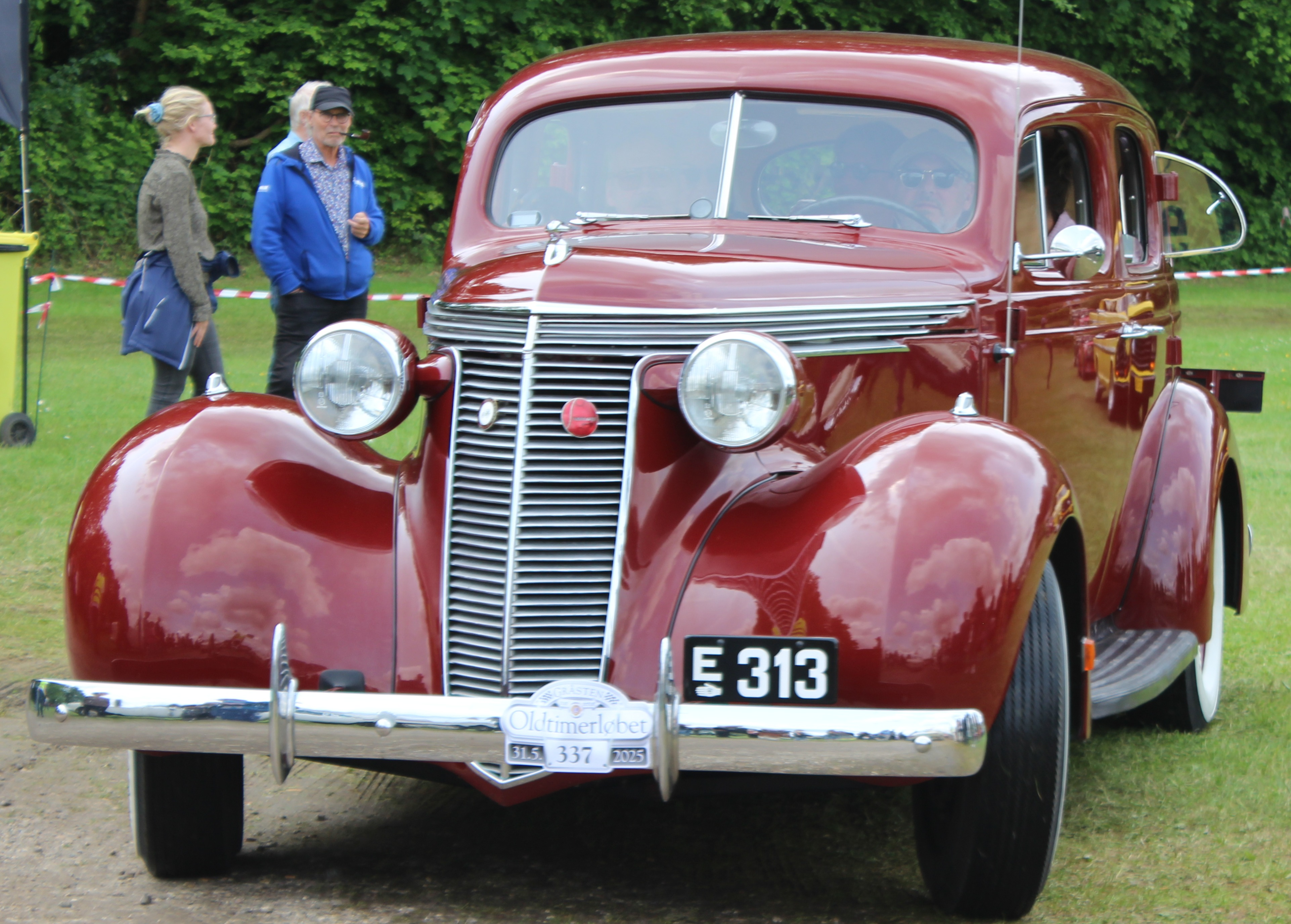
Studebaker Dictator, 1937

Ende 1935 stellte Studebaker den Commander ein und bot nur noch den Dictator und den President an. Ab 1937 wurde Dictator aus den unten beschriebenen Gründen in Commander umbenannt.

## Folgen des Namens „Dictator“
Im Rückblick erscheint die Wahl dieses Modellnamens als unvorteilhaft. Benjamin L. Alpers beginnt seine Geschichte der amerikanischen Erkenntnis über Diktatoren (Dictators, Democracy, and Public Culture: Envisioning the Totalitarian Enemy, 1920s–1950s) mit der Einführung zum Studebaker Dictator: „Es gab natürlich einige politische Probleme, die mit dem Namen Dictator verbunden waren. Eine Reihe europäischer Monarchien, an die Studebaker den Wagen lieferte, waren vorsichtig mit dieser Bezeichnung. Diplomatischerweise lieferte Studebaker  sein Standard Six-Modell in diese Länder unter dem Namen Director. In den Vereinigten Staaten – so schien es zunächst – sollte der Name keine Probleme verursachen.“
Studebaker wählte den Namen Dictator zu einer Zeit, als der einzige Diktator, der Amerikanern in den Sinn kam, Benito Mussolini war, der in den Vereinigten Staaten weithin für sein Image von Chuzpe und Stärke bewundert wurde – ein Image, das erfolgreich Autos verkaufte, im Gegensatz zur wohlbekannten faschistischen Gewalt (Alpers 2003). Der Aufstieg Adolf Hitlers in Deutschland aber befleckte das Wort Diktator, und Studebaker stellte sofort und ohne großes Aufsehen (oder irgendwelche bis heute überlieferte interne Korrespondenz) den Dictator zum Ende des Modelljahres 1936 ein und ersetzte ihn 1937 durch den Studebaker Commander.